# Коваленко, Николай Игнатьевич
Николай Игнатьевич Коваленко — советский хозяйственный и политический деятель.

## Биография
Родился в 1919 году в селе Троицкое. Член КПСС.
Окончил Одесский институт инженеров морского флота.
Участник Великой Отечественной войны: командир батареи 101-й гаубичной артиллерийской бригады
В 1952—1964 гг. — ассистент, научный сотрудник, доцент, секретарь парткома, декан факультета ФМП Одесского института инженеров флота, партийный работник в городе Одессе.
В 1964—1971 гг. — председатель Одесского областного Совета профсоюзов.
В 1971—1978 гг. — ректор Одесского института инженеров флота.
В 1978—1986 гг. — профессор кафедры ФМП Одесского института инженеров флота.
Делегат XXIII и XXIV съездов КПСС.
Жил в Одессе.

## Награды
- Орден Отечественной войны I степени (06.04.1985)
- Орден Александра Невского (СССР) (1945)
- Орден Трудового Красного Знамени (1966, 25.08.1971)
- Орден Красной Звезды (15.10.1943)